# Nava Starr
Nava Starr (geboren als Nava Gordon, verheiratete Nava Shterenberg; * 4. April 1949 in Riga) ist eine kanadische Schachspielerin lettischer Herkunft.

## Leben
Nava Starr wuchs in Lettland auf. Nach Heirat mit Sasha Shterenberg nahm sie dessen Familiennamen an. Beide änderten ihren Familiennamen zu Starr, als sie nach Toronto (Ontario, Kanada) zogen. Sie gewann ab 1978 achtmal die kanadischen Meisterschaften der Frauen, bis 1986 unter dem Namen Nava Shterenberg spielend. Aufgrund ihres Erfolges bei der Kanadischen Meisterschaft 1978 in Victoria (British Columbia) erhielt sie 1978 von der FIDE den Titel Internationaler Meister der Frauen (WIM).
Sie hat eine Tochter Regina und zwei Enkel. Ihr Ehemann Sasha Starr ist ebenfalls ein starker Schachspieler. Sie spielt sehr offensiv, kombinationsreich und liebt scharfe Eröffnungen. Sie schlug starke Spielerinnen, wie Pia Cramling und Barbara Hund. Beide wurden 1981 zu einem Internationalen Damenturnier nach Vancouver eingeladen, das Pia vor Barbara gewann. Nava Starr schrieb einen Artikel im En Passant Magazin mit dem Titel Why men are superior to women in chess.

## Kandidatenturniere der Frauen
An den Turnieren zur Schachweltmeisterschaft der Frauen beteiligte sie sich oft. Das erste Mal spielte sie das Interzonenturnier 1979 in Alicante. Es folgte das Interzonenturnier Bad Kissingen 1982. Außerdem spielte sie die Interzonenturniere 1985 in Havanna, 1990 in Kuala Lumpur und 1993 in Jakarta.
2001 nahm sie in Russland an der Weltmeisterschaft der Frauen (Women's World Championship) teil, die Zhu Chen im Finale gegen Alexandra Kostenjuk gewann. Starr unterlag in der ersten Runde Corina-Isabela Peptan mit 0:2.

## Nationalmannschaft
Starr nahm mit der kanadischen Frauenmannschaft an den Schacholympiaden 1976 in Haifa, 1978 in Buenos Aires, 1980 in Valletta, 1982 in Luzern, 1984 und 1988 in Thessaloniki, 1992 in Manila, 1994 in Moskau, 1996 in Jerewan, 2002 in Bled, 2004 in Calvià, 2006 in Turin und 2014 in Tromsø teil. Sie erreichte 1976 das beste Ergebnis am ersten Brett und 1982 das drittbeste Ergebnis am ersten Brett.

## Weitere Turniere
Sie nahm unter anderen an folgenden Schachturnieren teil: Internationales Open 1995 in Wien und Zonenturnier 2009 in Kanada.